# Торнау, Николай Егорович
Никола́й Его́рович Торна́у (10 декабря 1811, Рига — 29 апреля 1882, Дрезден) — российский государственный деятель, исламовед, основоположник стенографии в России, барон.

## Биография

### Образование
Окончил Царскосельский лицей. 

### Карьера
Служил в различных министерствах: иностранных дел, юстиции, внутренних дел. 
С 16 ноября 1867 по 1870 год являлся старшим председателем Харьковской судебной палаты. 
Являлся сенатором и членом Государственного совета. 

## Награды
Кавалер российских орденов.

## Исламское право
Занимая дипломатические должности в Персии и будучи государственным чиновником на Кавказе, увлекся изучением мусульманского права, став автором первых в России научных работ в этой сфере:
- «Изложение начал мусульманского законоведения» (1850)
- «Мусульманское право» (1866)
- «Право наследования по закону по мусульманскому законодательству» (1866)
- «О праве собственности по мусульманскому законодательству» (1882)
- «Особенности мусульманского права» (1892).

Переиздание
- Торнау Н. Изложение начал мусульманского законоведения. — Репринтное издание. — М.: МНТПО «Адир», 1991. — 250 000 экз. (в пер.)